# Volba izraelského prezidenta 1983

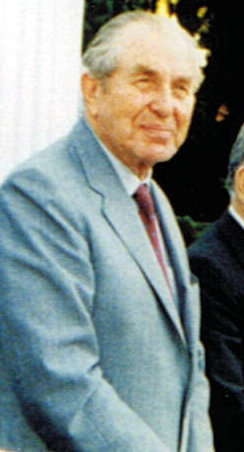
Ve volbě zvítězil v prvním kole Chajim Herzog

Volba izraelského prezidenta se v Knesetu konala 22. března 1983 po vypršení pětiletého funkčního období Jicchaka Navona, který se odmítl ucházet o zvolení do druhého funkčního období. Kandidáty byli Chajim Herzog, bývalý izraelský velvyslanec při Organizaci spojených národů (OSN), a Menachem Elon, který v minulosti působil jako soudce Nejvyššího soudu. Volby byly rozhodnuty již v prvním kole, když Herzog zvítězil nejtěsnější možnou většinou 61 hlasů (ze 120členného Knesetu), zatímco Elon získal 57 hlasů.

## Kandidáti
- Chajim Herzog – bývalý generál Izraelských obranných sil, náčelník vojenské rozvědky, izraelský velvyslanec při OSN a poslanec za stranu Ma'arach
- Menachem Elon – odborník na židovské právo a nositel Izraelské ceny v tomto oboru, právník a bývalý soudce Nejvyššího soudu, kandidát strany Likud

## Výsledky
| kandidát         | hlasů |
| ---------------- | ----- |
| Chajim Herzog    | 61    |
| Menachem Elon    | 57    |
| prázdných lístků | 2     |
| celkem           | 120   |

Prohra kandidáta pravice, která měla v Knesetu většinu vyvolala mezi poslanci pravicové koaliční vlády hněv. Předseda poslanců koaličních stran Avraham Josef Šapira dokonce prohlásil, že nejméně sedm poslanců bezostyšně lhalo, když přislíbilo podporu Elonovi, kterého nominoval Likud. Tehdejší premiér Menachem Begin se pokoušel hněv v rámci koalice uklidnit, když prohlásil, že „není třeba trestat odpadlíky.“